# Першомарьевка
Першомарьевка (укр. Першомар'ївка) — село в Краматорской городской общине Краматорского района Донецкой области Украины.

## Общие сведения
Население по переписи 2001 года составляло 45 человек. Почтовый индекс — 84387. Телефонный код — 626.

## Расположение
Расположено на одном из ручьёв реки Беленькая. В 12 км от города Краматорск.

## Местная власть
84313, г. Краматорск, пл. Мира, 2.